# Quadramon
Quadramon is een geslacht van kreeftachtigen uit de klasse van de Malacostraca (hogere kreeftachtigen).

## Soorten
- Quadramon aborense (Kemp, 1913)
- Quadramon mooleyitense (Rathbun, 1904)
- Quadramon obliteratum (Kemp, 1913)